# Asthenargellus kastoni
Asthenargellus kastoni är en spindelart som beskrevs av Lodovico di Caporiacco 1949. Asthenargellus kastoni ingår i släktet Asthenargellus och familjen täckvävarspindlar.
Artens utbredningsområde är Kenya. Inga underarter finns listade.